# Evil Nine
Evil Nine — DJ-дуэт, состоящий из Тома Буфоя и Пэта Парди. Музыкальный стиль, в котором они работают, обычно называют брейкбитом, но он содержит в себе элементы и других стилей.

## История
Группа появилась в 1998, после встречи будущих участников в Брайтоне. Свой первый сингл Less Stress они записывают у Адама Фриланда на Marine Parade. Сам Буфой говорил в интервью для клуба Fabric, что одна из причин, по которой их демо-кассета была действительно прослушана — знакомство с Джеммой Гриффитс (Jem), которая в то время работала в Marine Parade.
Вслед за синглом они выпустили свой дебютный альбом You Can Be Special Too, который был бурно встречен критиками и награждён The breakspoll 2004 в номинации «лучший альбом». Из-за финансовых трудностей, возникших в результате ликвидации одного из их дистрибьюторов, на прилавки магазинов попали лишь 1000 копий альбома, но впоследствии запись была переиздана. Кроме собственной музыки на альбоме представлены совместные треки: Crooked с Aesop Rock, Pearl Shot с Juice Aleem и Restless с Toastie Taylor.
В дополнение к своему материалу, Evil Nine также записали два альбома для Y4K и Fabric серий миксов, а также занимаются созданием ремиксов для артистов танцевальной сцены, включая Адама Фриланда, Тимо Мааса, Ils и UNKLE.
Как среди фанатов, так и среди критиков музыканты заработали себе репутацию тех, кто не боится экспериментировать, объединяя различные стили в своих DJ-set’ах и расширяя границы понятия брейкбит-музыки. Например на Fabriclive 28 представлены треки таких исполнителей, как Simian Mobile Disco, Bodyrockers, Mystery Jets, The Clash.
Играя в разнообразных найт-клабах Британии и континента, они были резидентами Fabric в Лондоне и Audio в Брайтоне и в настоящее время занимают позицию «супер-резиденты» в Urban Gorilla в Шеффилде.
В августе 2008 вышел сингл «They Live!», предвосхищающий альбом «They Live!», выход которого назначен на сентябрь.

## Дискография

### Синглы
- «Less Stress/Special Move» (28 февраля 2000, Marine Parade Records)
- «Technology/Big Game Hunter» (4 декабря 2000, Marine Parade Records)
- «Cakehole» (23 сентября 2002, Marine Parade Records])
- «For Lovers Not Fighters» (2 июня 2003, Marine Parade Records)
- «Crooked (feat. Aesop Rock)» (2004, Marine Parade Records)
- «Restless (feat. Toastie Taylor)» (2004, Marine Parade Records)
- «Pearlshot (feat. Juice Aleem)» (4 июля 2005, Marine Parade Records)

### Альбомы
- You Can Be Special Too (2004, Marine Parade Records)
- They Live! (2008, Marine Parade Records)

### Живые альбомы
- Fabric Live 28 (июль 2006, Fabric Records)

### Студийные миксы
- Y4K (октябрь 2005, Distinct'ive Records)

### Ремиксы
- U.N.K.L.E — Reign
- Freeform 5 — Electromagnetic
- Moby — Raining Again
- Alex Dolby — Hazy Way
- Santos — Sabot
- Future Funk Squad — Towards The Sun
- Timo Maas — Pictures
- Walkner Hinternaus — Powderstorm
- Pink — Trouble (With Freeland)
- Will Saul — Where is it?
- Pet — Superpet
- Husky Rescue — New Light of Tomorrow
- Kinobe — Lucidity
- Steve Bug & DJ T — Monsterbaze
- McMillan & Tab — Above The Clouds
- Blaze — My Beat
- Unseen Force — To Be Your One
- Ils — Music
- Pet — Superpet (Groenland)
- Walkner Hintenaus — Powderstorm
- Santos — Sabot (Mob)
- Freeland — Heel n Toe
- Dem Slackers — Swagger (Evil Nine Remix)

### Evil Nine & Adam Freeland Ремиксы
- Freeland — Supernatural Thing